# La Hidalga
La Hidalga es una entidad singular de población del municipio de Arafo, en la isla de Tenerife —Canarias, España—.

## Características
La Hidalga se sitúa en la zona baja y costera del municipio, a unos cuatro kilómetros por carretera del centro municipal. Se encuentra a una altitud media de 228 m s. n. m.
Está formado por los núcleos de población de La Hidalga, El Carretón, Playa de Lima y Polígono Industrial.
La Hidalga cuenta con una Oficina Municipal de Registro e Información, la iglesia San Andrés y Santa Rosa de Lima y la ermita de San Juanito en Playa de Lima, varias plazas públicas y parques infantiles, un polideportivo municipal y dos gasolineras. En la costa se localizan la pequeña playa de Lima y gran parte del Polígono Industrial Valle de Güímar.

## Demografía
| Año        | 2000 | 2001 | 2002  | 2003  | 2004  | 2005  | 2006  | 2007  | 2008  | 2009  | 2010  | 2011  | 2012  | 2013  |
| ---------- | ---- | ---- | ----- | ----- | ----- | ----- | ----- | ----- | ----- | ----- | ----- | ----- | ----- | ----- |
| Habitantes | 886  | 975  | 1.027 | 1.054 | 1.109 | 1.134 | 1.124 | 1.190 | 1.216 | 1.285 | 1.334 | 1.373 | 1.359 | 1.358 |

## Fiestas
En La Hidalga se celebran fiestas patronales en honor a san Andrés Apóstol a finales de noviembre, mientras que en el núcleo de Playa de Lima se llevan a cabo en honor a san Juan Bautista en el mes de junio y a la Virgen del Carmen a mediados de julio.

## Comunicaciones
Se llega al barrio principalmente a través de la Autopista del Sur TF-1 y de las Carreteras General del Sur TF-28 y Arafo-La Hidalga TF-245.

### Transporte público
Posee una parada de taxi en la Carretera General del Sur.
En autobús —guagua— queda conectada mediante las siguientes líneas de TITSA:
| Línea | Trayecto                                                                     | Recorrido |
| ----- | ---------------------------------------------------------------------------- | --- |
| 111   | Sta. Cruz - Aeropuerto Sur - Los Cristianos - Costa Adeje                    | Horario/Línea                                                                                                   |
| 112   | Sta. Cruz - Arona (por Costa del Silencio)                                   | Horario/Línea (enlace roto disponible en Internet Archive; véase el historial, la primera versión y la última). |
| 115   | Sta. Cruz - Las Galletas - Costa del Silencio                                | Horario/Línea (enlace roto disponible en Internet Archive; véase el historial, la primera versión y la última). |
| 116   | Sta. Cruz - Granadilla (por El Médano)                                       | Horario/Línea (enlace roto disponible en Internet Archive; véase el historial, la primera versión y la última). |
| 120   | Sta. Cruz - Güímar (por Candelaria y Puertito de Güímar)                     | Horario/Línea                                                                                                   |
| 121   | Sta. Cruz - Güímar (por Arafo)                                               | Horario/Línea                                                                                                   |
| 124   | Sta. Cruz - Güímar (por Candelaria y Polígono I. de Güímar)                  | Horario/Línea Archivado el 29 de julio de 2016 en Wayback Machine.                                              |
| 126   | Candelaria - Guajara (Universidad) - H. U. La Candelaria - Intercambiador SC | Horario/Línea                                                                                                   |
| 127   | Taco - Güímar (por Barranco Hondo y Candelaria)                              | Horario/Línea                                                                                                   |

## Lugares de interés
- Iglesia de San Andrés y Santa Rosa de Lima
- Playa de Lima
- Polígono Industrial Valle de Güímar